# 언어병리학
언어병리학(言語病理學, 영어: Speech-language pathology)은 뇌손상이나 발달지연 등으로 인한 '언어장애', 말기관 손상 등으로 인한 '말장애'와 같은 의사소통장애를 연구하고 임상방법을 개발하는 학문이다. 
말 언어장애의 주요 영역인 '신경언어장애','조음음운장애', '유창성장애', '음성장애', '언어발달장애'가 본 학문의 카테고리에 속한다.
의사소통의 불편함을 겪는 사람들을 대상으로 진단, 평가, 치료를 하는 직업을 '언어재활사(언어치료사, Speech language pathologist)'라고 한다. 

## 같이 보기
- 응용언어학
- 신경언어학
- 음성 처리